# Шапиро, Ли
Ли Шапиро (англ. Lee Shapiro, 1949 — 9 октября 1987) — американский журналист, кинорежиссёр
 и документалист, погибший в Афганистане во время военных действий.

## Образование
Шапиро был членом Церкви объединения и выпускником Теологической семинарии объединения, а также выпускником Колорадский университет и Лондонской школы кино (англ. London Film School). Он также учился в медицинском училище Университета Оклахомы. Съёмки его фильма финансировались CAUSA International, антикоммунистической организацией Церкви объединения.

## Творчество
Его полнометражный фильм «Никарагуа был нашим домом» был показан впервые в 1986 году. Фильм был снят в Никарагуа среди индейцев племени Мискито, которые боролись против правительственных войск Никарагуа. Фильм был показан на некоторых каналах Государственной службы телевещания США и в 1986 году на кинофестивале Сандэнс.

## Кончина
В 1987 году Шапиро и его коллега по съёмкам Джим Линдлоф были убиты в Афганистане во время Афганской войны. Группа сопротивления, с которой они ездили, сообщила, что они попали в засаду то ли советских войск, то ли афганского правительства. Однако, подробности дела подвергаются сомнению, отчасти из-за дурной славы лидера группы, Гульбедди́на Хекматия́ра.

## Наследие
В 2006 году документальный фильм Сюзанны Бауман и Джима Бороу «Тень Афганистана» впервые был показан на телеэкране. В него входили материалы из плёнки, изначально отснятой Шапиро.